# 唐納德·諾可羅斯
唐納德·諾可羅斯（英語：Donald Norcross；1958年12月13日—）是美国的一位政治人物。自2014年開始，他是新泽西州第1選舉區選出的聯邦眾議員。他的黨籍是民主黨。他也是一位工会領導人。